# Agrostis karsensis
Agrostis karsensis é uma espécie de gramínea do gênero Agrostis, pertencente à família Poaceae.